# Alfred Dickey
Alfred M. Dickey (* 10. Januar 1846 in Indiana; † 26. Januar 1901 im Johnson County,  Indiana) war ein US-amerikanischer Politiker. Zwischen 1889 und 1891 war er Vizegouverneur des Bundesstaates North Dakota.

## Werdegang
Über die Jugend und Schulausbildung von Alfred Dickey ist nichts überliefert. Er kam zu einem unbekannten Zeitpunkt in das Dakota-Territorium, wo er in der Stadt Jamestown die Firma Wells and Dickey Company gründete. Außerdem wurde er Präsident der dortigen James River National Bank. Überdies gründete er die Jamestown Library Association. Politisch wurde er Mitglied der Republikanischen Partei. In seiner neuen Heimat wurde er bald ein Mann von beträchtlichem Reichtum, der zu den bekanntesten Einwohnern der Gegend zählte.
Nach dem Beitritt North Dakotas zur Union wurde Dickey an der Seite von John Miller zum Vizegouverneur des neuen Staates gewählt. Dieses Amt bekleidete er zwischen 1889 und 1891. Dabei war er Stellvertreter des Gouverneurs und Vorsitzender des Staatssenats. 1890 verzichtete er auf eine erneute Kandidatur für dieses Amt. Im Jahr 1893 war er Staatsbeauftragter North Dakotas für die Weltausstellung in Chicago. Er starb am 26. Januar 1901 in Indiana.